# Denys Jurtschenko

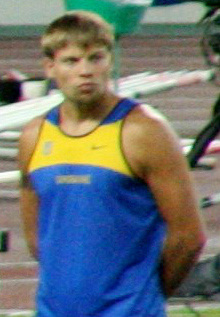
Denys Jurtschenko bei den Weltmeisterschaften 2007

Denys Serhijowytsch Jurtschenko (ukrainisch Денис Сергійович Юрченко, engl. Transkription Denys Yurchenko; * 27. Januar 1978 in Donezk) ist ein ehemaliger ukrainischer Stabhochspringer.

## Werdegang
2000 wurde er nationaler Meister und schlug dabei sein Jugendidol Serhij Bubka. Bei den Olympischen Spielen in Sydney traf sein Stab seine Leiste, so dass er ins Krankenhaus eingeliefert werden musste.
Obwohl ihm in den nächsten Jahren Verletzungen zu schaffen machten, wurde er Sechster bei den Europameisterschaften 2002 in München und den Weltmeisterschaften 2003 in Paris/Saint-Denis und gewann die Bronzemedaille bei den Hallenweltmeisterschaften 2004 in Budapest. Bei den Olympischen Spielen in Athen wurde er trotz einer Entzündung an seinem Absprungfuß Neunter.
2005 wurde er mit seinem persönlichen Hallenrekord von 5,85 m europäischer Vizehallenmeister. Bei den Weltmeisterschaften 2005 in Helsinki schied er in der Qualifikation aus. 2007 wurde er erneut europäischer Vizehallenmeister und Zwölfter bei den Weltmeisterschaften in Osaka.
Am 3. Juli 2008 wurde er mit seiner persönlichen Bestleistung von 5,83 m ein weiteres Mal Ukrainischer Meister. Bei den Olympischen Spielen in Peking war er gedopt. Jurtschenko übersprang 5,70 m im ersten Versuch, musste dann aber verletzt aufgeben. Sein Versuch reichte dennoch, um sich vorerst die Bronzemedaille hinter Steve Hooker und Jewgeni Lukjanenko (RUS) zu erschleichen, da die anderen drei Springer, die 5,70 m überquerten, dies erst nach einem oder zwei Fehlversuchen schafften.
Denys Jurtschenko ist 1,75 m groß und wiegt 76 kg. Er ist mit der Ballerina Anna Prochorenko verheiratet und seit dem Juni 2008 Vater einer Tochter.

## Doping
Im Jahr 2016 wurde seine Dopingprobe von den Spielen in Peking bei Nachtests positiv auf Turinabol getestet und er wurde nachträglich disqualifiziert.